# Germigny-l'Évêque
Germigny-l'Évêque è un comune francese di 1 363 abitanti situato nel dipartimento di Senna e Marna nella regione dell'Île-de-France.

## Società

### Evoluzione demografica
Abitanti censiti